# Tengelyes affinitás
A tengelyes affinitás affin transzformáció, aminek van pontonként fix egyenese. Ez az egyenes az affinitás tengelye. Megadható a tengelyével és egy pont-pont képe párral, vagy három, nem egy egyenesre eső pontpárral. A pontok és képeik által meghatározott egyenesek párhuzamosak egymással; ennek a sugársornak az iránya a tengelyes affinitás iránya. Ha ez az irány merőleges a tengelyre, akkor az affinitás merőleges; ha megegyezik a tengely irányával, akkor az affinitás párhuzamos; egyébként az affinitás ferde.

## Tulajdonságai
- A sík nem identikus tengelyes affinitásának egy tengelye van
- Ha a tengelyes affinitásnak van fixpontja a tengelyén kívül, akkor identitás
- A tengellyel párhuzamos egyenes képe párhuzamos az eredeti egyenessel
- A tengelyt metsző egyenesek képe ugyanabban a pontban metszi, mint az eredeti egyenes
- A síkbeli affinitások kifejezhetők egy tengelyes affinitás és egy hasonlóság szorzataként
- A párhuzamos szelők tétele miatt megtartja az osztóviszonyt
- A tengelyes affinitás megadható a tengelyével, irányával és a PP1Pt osztóviszonnyal, ahol P1 a P képe, és Pt a PP1 egyenes metszete a tengellyel. Ha az osztóviszony pozitív, akkor P és P1 a tengely ugyanannak az oldalán van; ha negatív, akkor a tengely különböző oldalain fekszenek.